# Élections législatives de 1973 aux Comores
Les élections législatives françaises de 1973 se déroulent le 4 mars 1973. Dans le territoire des Comores, deux députés sont à élire dans le cadre d'une circonscription.

## Élus
| Circonscription        | Député sortant   | Parti | Parti | Député élu ou réélu | Parti | Parti |
| ---------------------- | ---------------- | ----- | ----- | ------------------- | ----- | ----- |
| Circonscription unique | Ahmed Mohamed    |       | UDR   | Ahmed Mohamed       |       | UDR   |
| Circonscription unique | Mohamed Dahalani |       | UDR   | Mohamed Dahalani    |       | UDR   |

## Résultats

### Résultats à l'échelle du territoire
|                       | Union des démocrates pour la République | 107 408 | 100,00 | 2 |  |  |
|                       | Union des républicains de progrès       | 107 408 | 100,00 | 2 |  |  |
|                       |                                         |         |        |   |  |  |
| Inscrits              | Inscrits                                | 135 534 | 100,00 | 2 |  |  |
| Abstentions           | Abstentions                             | 27 744  | 20,47  |   |  |  |
| Votants               | Votants                                 | 107 790 | 79,53  |   |  |  |
| Blancs et nuls        | Blancs et nuls                          | 382     | 0,35   |   |  |  |
| Exprimés              | Exprimés                                | 107 408 | 99,65  |   |  |  |
| Source : Data.gouv.fr |                                         |         |        |   |  |  |

### Résultats par circonscription
| |                                                                |         |        |  |  |
| Liste pour le Progrès Social et Economique de l'Archipel des Comores                                                                 | 1.Ahmed Mohamed sortant (UDR) 2.Mohamed Dahalani sortant (UDR) | 107 408 | 100,00 |  |  |
| |                                                                |         |        |  |  |
| Inscrits | 135 534                                                        | 100,00  | 2      |  |  |
| Abstentions | 27 744                                                         | 20,47   |        |  |  |
| Votants | 107 790                                                        | 79,53   |        |  |  |
| Blancs et nuls | 382                                                            | 0,35    |        |  |  |
| Exprimés | 107 408                                                        | 99,65   |        |  |  |
| Source : France, Ministère de l'intérieur. Les Elections législatives . Métropole., la Documentation française, 1974 (lire en ligne) |                                                                |         |        |  |  |